# Randy Mamola
Randy Mamola (San Jose, 10 novembre 1959) è un pilota motociclistico statunitense ritiratosi dall'attività agonistica.
Anche suo figlio, Dakota, è un pilota motociclistico professionista.

## Carriera

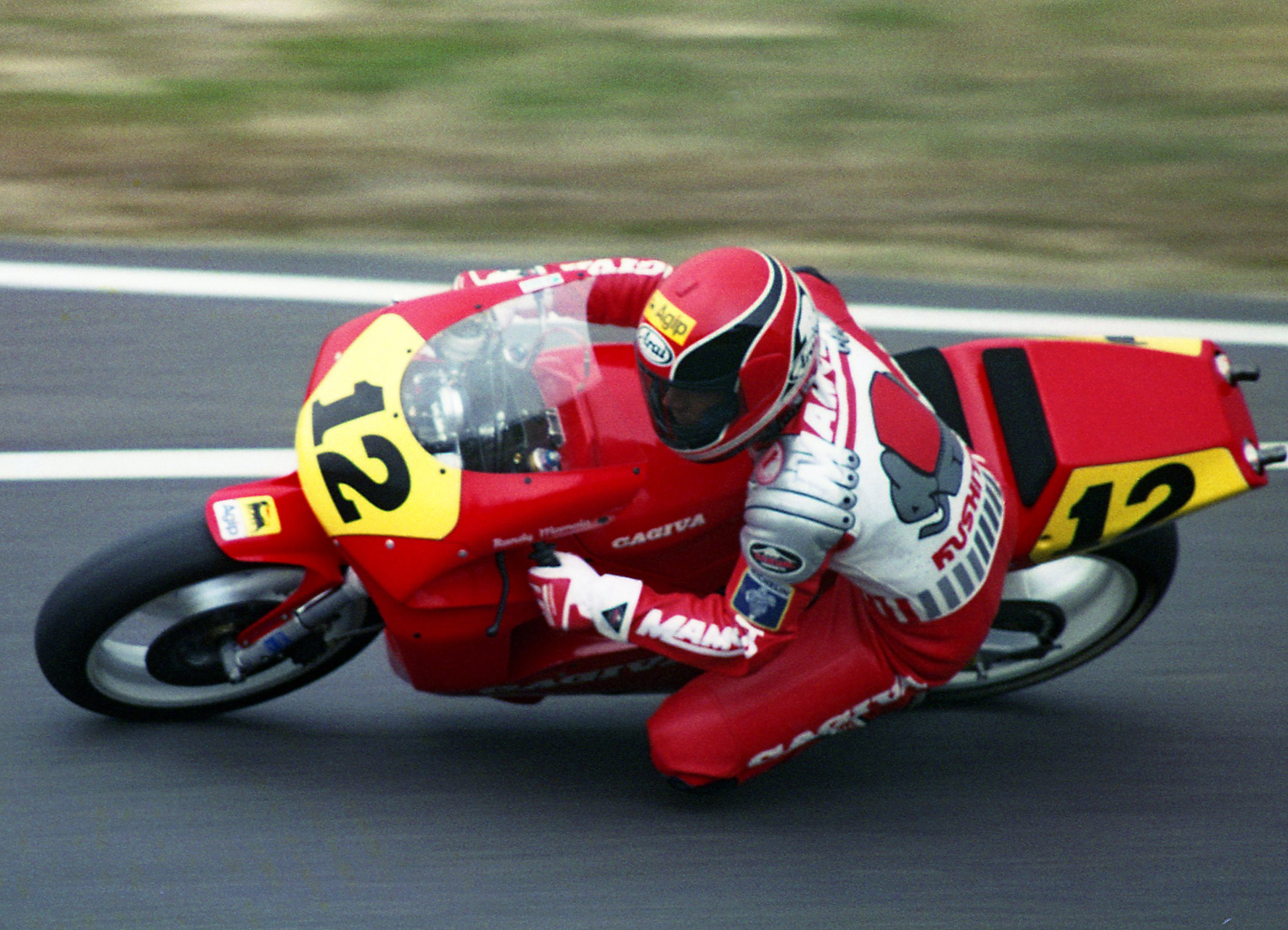
Mamola in piega sulla Cagiva C589 nel Gran Premio del Giappone 1989.

Diventato pilota professionista a 16 anni, ha dapprima gareggiato nelle competizioni statunitensi sino al 1978.
Ha debuttato nel motomondiale nel 1979 gareggiando nella classe 250, nella classe 350 e nella 500, dedicandosi, dall'anno successivo alle competizioni della sola classe maggiore.
Nella classe 250 e classe 350 ha corso per la prima volta nel Gran Premio del Venezuela del 1979 mentre il Gran Premio d'Olanda, dello stesso anno, ha rappresentato il suo esordio nella classe 500. In quella occasione era alla guida di una Yamaha.
Ha ottenuto la sua prima vittoria nel Gran Premio del Belgio 1980.
In totale nella sua carriera ha ottenuto 13 vittorie ed è arrivato quattro volte (1980, 1981, 1984 e 1987) secondo nella classifica generale della 500. Ha corso in questa classe con moto Yamaha, Suzuki, Honda e Cagiva. Nonostante non abbia mai vinto un titolo mondiale, è considerato uno dei piloti più talentuosi di sempre, grazie alla sua capacità di controllo del mezzo.
Dopo il ritiro dall'agonismo ha fatto il commentatore delle gare della MotoGP per il canale satellitare Eurosport. Nel 2000 è stato inserito nella Motorcycle Hall of Fame.

## Risultati nel motomondiale

### Classe 250
| 1979 | Classe | Moto   |   |    |   |   |   |    |   |    |     |     |   |   |   | Punti | Pos. |
| ---- | ------ | ------ | - | -- | - | - | - | -- | - | -- | --- | --- | - | - | - | ----- | ---- |
| 1979 | 250    | Yamaha | 5 | NE | 2 | 2 | 8 | 10 | 7 | NP | Rit | Rit | 2 | 5 | 4 | 64    | 4º   |

| Legenda | 1º posto        | 2º posto            | 3º posto            | A punti      | Senza punti        | Grassetto – Pole position Corsivo – Giro più veloce |
| Legenda | Gara non valida | Non qual./Non part. | Ritirato/Non class. | Squalificato | '-' Dato non disp. | Grassetto – Pole position Corsivo – Giro più veloce |

### Classe 350
| 1979 | Classe | Moto   |    |     |     |     |     |     |  |    |    |  |  |  |  | Punti | Pos. |
| ---- | ------ | ------ | -- | --- | --- | --- | --- | --- |  | -- | -- |  |  |  |  | ----- | ---- |
| 1979 | 350    | Yamaha | 13 | Rit | Rit | Rit | Rit | Rit |  | NE | NE |  |  |  |  | 0     |      |

| Legenda | 1º posto        | 2º posto            | 3º posto            | A punti      | Senza punti        | Grassetto – Pole position Corsivo – Giro più veloce |
| Legenda | Gara non valida | Non qual./Non part. | Ritirato/Non class. | Squalificato | '-' Dato non disp. | Grassetto – Pole position Corsivo – Giro più veloce |

### Classe 500
| 1979 | Classe | Moto   |  |  |  |  |  |  |    |    |   |   |     |    |   |  |  | Punti | Pos. |
| ---- | ------ | ------ |  |  |  |  |  |  | -- | -- | - | - | --- | -- | - |  |  | ----- | ---- |
| 1979 | 500    | Suzuki |  |  |  |  |  |  | 13 | NP | 6 | 2 | Rit | NE | 2 |  |  | 29    | 8º   |

| 1980 | Classe | Moto   |     |   |   |    |   |   |   |   |    |   |  |  |  |  |  | Punti | Pos. |
| ---- | ------ | ------ | --- | - | - | -- | - | - | - | - | -- | - |  |  |  |  |  | ----- | ---- |
| 1980 | 500    | Suzuki | Rit | 3 | 2 | NE | 5 | 1 | 4 | 1 | NE | 5 |  |  |  |  |  | 72    | 2º   |

| 1981 | Classe | Moto   |    |   |   |     |   |    |   |     |   |   |   |   |    |    |  | Punti | Pos. |
| ---- | ------ | ------ | -- | - | - | --- | - | -- | - | --- | - | - | - | - | -- | -- |  | ----- | ---- |
| 1981 | 500    | Suzuki | NE | 1 | 2 | Rit | 2 | NE | 1 | Rit | 3 | 4 | 3 | 2 | 13 | NE |  | 94    | 2º   |

| 1982 | Classe | Moto   |     |   |       |     |     |   |   |   |   |   |    |    |   |   |  | Punti | Pos. |
| ---- | ------ | ------ | --- | - | ----- | --- | --- | - | - | - | - | - | -- | -- | - | - |  | ----- | ---- |
| 1982 | 500    | Suzuki | Rit | 7 | [ 8 ] | Rit | Rit | 5 | 5 | 7 | 5 | 2 | NE | NE | 2 | 1 |  | 65    | 6º   |

| 1983 | Classe | Moto   |   |     |   |   |   |   |   |   |   |   |   |   |  |  |  | Punti | Pos. |
| ---- | ------ | ------ | - | --- | - | - | - | - | - | - | - | - | - | - |  |  |  | ----- | ---- |
| 1983 | 500    | Suzuki | 5 | Rit | 2 | 8 | 4 | 3 | 2 | 4 | 3 | 3 | 7 | 5 |  |  |  | 89    | 3º   |

| 1984 | Classe | Moto  |  |  |   |   |   |   |   |   |   |   |     |   |  |  |  | Punti | Pos. |
| ---- | ------ | ----- |  |  | - | - | - | - | - | - | - | - | --- | - |  |  |  | ----- | ---- |
| 1984 | 500    | Honda |  |  | 2 | 3 | 3 | 3 | 2 | 1 | 2 | 1 | Rit | 1 |  |  |  | 111   | 2º   |

| 1985 | Classe | Moto  |   |     |   |   |   |     |   |     |   |   |   |   |  |  |  | Punti | Pos. |
| ---- | ------ | ----- | - | --- | - | - | - | --- | - | --- | - | - | - | - |  |  |  | ----- | ---- |
| 1985 | 500    | Honda | 5 | Rit | 8 | 4 | 4 | Rit | 1 | Rit | 3 | 5 | 5 | 3 |  |  |  | 72    | 6º   |

| 1986 | Classe | Moto   |   |   |   |   |   |   |   |   |   |   |   |    |  |  |  | Punti | Pos. |
| ---- | ------ | ------ | - | - | - | - | - | - | - | - | - | - | - | -- |  |  |  | ----- | ---- |
| 1986 | 500    | Yamaha | 4 | 2 | 6 | 3 | 2 | 2 | 1 | 2 | 5 | 8 | 3 | NE |  |  |  | 105   | 3º   |

| 1987 | Classe | Moto   |   |   |   |     |   |   |   |   |   |   |   |   |   |   |   | Punti | Pos. |
| ---- | ------ | ------ | - | - | - | --- | - | - | - | - | - | - | - | - | - | - | - | ----- | ---- |
| 1987 | 500    | Yamaha | 1 | 6 | 2 | Rit | 2 | 2 | 3 | 1 | 3 | 3 | 4 | 1 | 2 | 3 | 2 | 158   | 2º   |

| 1988 | Classe | Moto   |     |    |  |  |   |     |     |     |   |   |   |    |    |     |     | Punti | Pos. |
| ---- | ------ | ------ | --- | -- |  |  | - | --- | --- | --- | - | - | - | -- | -- | --- | --- | ----- | ---- |
| 1988 | 500    | Cagiva | Rit | NP |  |  | 7 | Rit | Rit | Rit | 3 | 4 | 6 | 11 | 10 | Rit | Rit | 58    | 12º  |

| 1989 | Classe | Moto   |    |     |     |     |        |    |     |   |    |    |    |  |  |    |    | Punti | Pos. |
| ---- | ------ | ------ | -- | --- | --- | --- | ------ | -- | --- | - | -- | -- | -- |  |  | -- | -- | ----- | ---- |
| 1989 | 500    | Cagiva | 16 | Rit | Rit | Rit | [ 16 ] | 12 | Rit | 7 | 11 | 23 | 11 |  |  | 11 | 11 | 33    | 18º  |

| 1990 | Classe | Moto   |     |   |    |   |   |    |     |    |     |   |   |     |    |     |  | Punti | Pos. |
| ---- | ------ | ------ | --- | - | -- | - | - | -- | --- | -- | --- | - | - | --- | -- | --- |  | ----- | ---- |
| 1990 | 500    | Cagiva | Rit | 7 | NP | 7 | 9 | 10 | Rit | 18 | Rit | 7 | 6 | Rit | 11 | Rit |  | 55    | 13º  |

| 1992 | Classe | Moto   |   |   |   |   |    |   |    |   |   |   |     |    |     |  |  | Punti | Pos. |
| ---- | ------ | ------ | - | - | - | - | -- | - | -- | - | - | - | --- | -- | --- |  |  | ----- | ---- |
| 1992 | 500    | Yamaha | 5 | 8 | 7 | 8 | 10 | 9 | NP | 5 | 3 | 8 | Rit | 10 | Rit |  |  | 45    | 10º  |

| Legenda | 1º posto        | 2º posto            | 3º posto            | A punti      | Senza punti        | Grassetto – Pole position Corsivo – Giro più veloce |
| Legenda | Gara non valida | Non qual./Non part. | Ritirato/Non class. | Squalificato | '-' Dato non disp. | Grassetto – Pole position Corsivo – Giro più veloce |

## Beneficenza

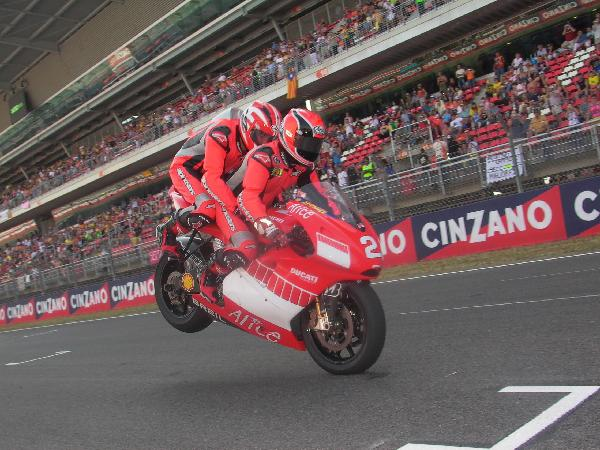
Esibizione di Mamola sulla Ducati Desmosedici biposto nel 2006.

Dal 1986 Randy Mamola iniziò a raccogliere fondi per le attività di Save the Children. Durante alcune visite in Africa vide che le motociclette erano ampiamente usate per il trasporto di medicinali o apparecchiature nelle zone remote, ma anche che spesso erano fuori uso.
Dal 1996 è tra i fondatori dell'associazione Riders for Health che si occupa di fornire moto e addestramento tecnico per la loro manutenzione ai progetti che si propongono di distribuire medicinali o apparati medicali nelle zone rurali dell'Africa.
La raccolta di fondi per questa attività comprende anche la guida della Ducati Desmosedici biposto in esibizioni a corollario dei Gran Premi.